# Andréas Frágkos
Andréas Dimítrios Frágkos (en grec moderne : Ανδρεας δημητρης Φραγκος) est un joueur grec de volley-ball né le 21 décembre 1989 à Athènes. Il mesure 2,01 m et joue au poste de réceptionneur-attaquant. Il est international grec.
Ce jeune joueur prometteur reste célèbre pour avoir vu les 60 000 euros de son indemnité de transfert de Panellinios  à Olympiakos  en 2010 payé par un donateur anonyme.

## Clubs
| Club                       | De        | À         |
| -------------------------- | --------- | --------- |
| Panellinios Athènes        | 2007-2008 | 2009-2010 |
| Olympiakos Le Pirée        | 2010-2011 | 2010-2011 |
| Top Volley Latina          | 2011-2012 | 2013-2014 |
| Matin Varamin              | 2014-2015 | 2014-2015 |
| Narbonne Volley            | 2015-2016 | 2015-2016 |
| Olympiakos Le Pirée        | 2016-2017 | 2016-2017 |
| Afyon Belediye Yüntaş      | 2017-2018 | 2017-2018 |
| Hyundai Capital Skywalkers | 2017-2018 | 2017-2018 |
| Olympiakos Le Pirée        | 2018-2019 | 2018-2019 |
| United Volleys Rhein-Main  | 2018-2019 | 2018-2019 |
| Knack Roeselare            | 2019-2020 | 2020-2021 |
| Foinikas Syros             | 2021-2022 | 2021-2022 |
| Panathinaikos              | 2022-2023 | ...       |

## Palmarès

### En club
- Coupe de la CEV:
  - Finaliste: 2013.
- Challenge Cup:
  - Finaliste: 2014.
- Championnat de Grèce:
  - Champion: 2011.
  - Vice-champion: 2017.
- Championnat de Belgique:
  - Vainqueur: 2021.
- Championnat de Corée du Sud:
  - Vice-champion: 2018.
- Coupe de Grèce:
  - Vainqueur: 2011, 2017.
- Coupe de Belgique:
  - Vainqueur: 2020, 2021.
- Coupe de la Ligue grecque:
  - Vainqueur: 2017.
- Supercoupe de Grèce:
  - Vainqueur: 2010, 2021, 2022.
- Supercoupe de Belgique:
  - Vainqueur: 2019.

### En sélection
- European Silver League:
  - Finaliste: 2019.